# القوة 14 (فلسطين)
القوة 14 هي الذراع الجوي لحركة فتح أكبر فصيل فلسطيني داخل منظمة التحرير الفلسطينية. من المتوقع أن يكون أفراد القوة البالغ عددهم 14 شخصا نواة لقوات جوية فلسطينية في المستقبل من بين المقاتلين وطائرات الهليكوبتر والطيارين على حد سواء. ومع ذلك فإن دورها الرئيسي داخل منظمة التحرير الفلسطينية كان سياسي وليس عسكري وأنشطتها تركز على البضائع والنقل. من غير المعروف أنها شاركت في أي عمليات ضد إسرائيل.

## التاريخ

### التأسيس
تشكلت الوحدة الجوية الجنينية فتح في وقت ما بين 1968 إلى 1969 من جوهر متواضع من عشرات من الطيارين والفنيين المدربين في الجزائر والمغرب وليبيا. كان القصد الأصلي لمؤسسيها تدريب الطيارين لتنفيذ مهام انتحارية ضد أهداف إستراتيجية في إسرائيل. غير أن هذا تغير قريبا واعتبرت الوحدة خطوة أولى في تشكيل سلاح الجو الفلسطيني الذي سيتم تشغيله بالتنسيق مع القوات الجوية للدول العربية الأخرى. عندما أعيد تنظيم قوات فتح في صيف عام 1971 تم إرفاق الوحدة بلواء اليرموك التابع لجيش التحرير الفلسطيني والمتمركز في سوريا. في عام 1972 ومع ذلك تم فصله عن اللواء وتعلق بالموظفين العامين لفتح وغرفة العمليات المركزية. في هذه المرحلة أطلق عليها مسمى القوة 14 بعد تمديدها في مقر حركة فتح.

### النمو
منذ تأسيسها كانت القوة 14 ترسل الطيارين والفنيين للتدريب في مختلف الدول العربية والشيوعية والعالم الثالث. تم استيعاب هذه من قبل القوات الجوية في سوريا والجزائر وليبيا وكذلك في مختلف الأسلحة الحربية في دول حلف وارسو. شهد عام 1972 قبول الجزائر لمجموعة من 15-18 طالبا فلسطينيا لتدريب الطيارين المقاتلين على طائرات القوات الجوية العربية السورية الميغ. مع تطور منظمة العمل الفلسطينية لعمل علاقات مع مختلف الحكومات نمت وسائلها وقدراتها العسكرية. في أغسطس 1978 عاد 32 طيارا و 60 ميكانيكا من مختلف الدورات التدريبية وكان 150 منهم في التدريب في الكتلة الشرقية بعد عام. بدأت فتح أيضا برنامجا للمساعدة العسكرية وأصبحت القوة 14 أداة مفيدة للدبلوماسية الفلسطينية. تم إرسال أفرادها لمساعدة القوات الجوية الأوغندية لعيدي أمين في عام 1976 وسلموا الأسلحة واللوازم إلى الجبهة الساندينية للتحرير الوطني في نيكاراغوا بعد انتصارهم. كما وفرت القوة 14 طائرات هليكوبتر وطيارين مقاتلين لحرب نيكاراغوا ضد كونتراس فضلا عن طواقم إيرونيكا وهي شركة طيران محلية. تكون منظمة التحرير الفلسطينية قد أنشأت أيضا عددا من شركات الطيران الصغيرة الخاصة بها لتشغيل طائرات شحنها. كانت هذه بمثابة غطاء لأنشطة منظمة التحرير الفلسطينية فضلا عن نواة شركة طيران فلسطينية في المستقبل.
بعد انقطاع سوريا مع منظمة التحرير الفلسطينية وطردها من لبنان في أعقاب حرب لبنان 1982 نقلت القوة 14 مقرها وجزء كبير من موظفيها إلى الجمهورية العربية اليمنية على الرغم من أنها حافظت على وجودها في مختلف البلدان العربية الأخرى بما في ذلك الجزائر وليبيا والعراق. في نوفمبر 1982 تحطمت طائرة تابعة للقوة 14 أثناء تحليق مقاتلة من طراز ميج 21 في اليمن ويبدو أنها قدمت في الوقت الحالي للقوة جميع تدريباتها الثابتة الجناحين. أفادت التقارير أن ليبيا قدمت تدريبا على طائرات الهليكوبتر. في عام 1985 أفيد بأن منظمة التحرير الفلسطينية استأجرت جزيرة كمران من السلطات اليمنية لتكون قاعدة للقوة 14. بعد ذلك بعامين أفادت منظمة التحرير الفلسطينية أنها حصلت على أربعة من طراز دوغلاس دي سي-8 وتعمل من اليمن تحت ألوان الهلال الأحمر.

### الضعف
أدى توقيع اتفاقيات أوسلو في سبتمبر 1993 إلى إنشاء السلطة الوطنية الفلسطينية. مع افتتاح مطار غزة الدولي أقامت السلطة الوطنية الفلسطينية شرطة جوية قوامها 200 شخص تابعة لإدارة الطيران المدني الفلسطيني استنادا إلى أفراد القوة 14. تضم الوحدة في المقام الأول الحراس وأفراد الأمن في البداية طواقم مسؤولة عن صيانة وتشغيل أسطول السلطة من ثلاث طائرات هليكوبتر من طراز ميل مي-17. ومع ذلك تم تدميرها جميعا من قبل القوات الجوية الإسرائيلية في 3 ديسمبر 2001 خلال انتفاضة الأقصى.
الحالة الراهنة وأنشطة القوة 14 غير معروفة على الرغم من أنه يقال لا يزال يرسل المجندين في مختلف الدورات التدريبية في جميع أنحاء العالم في منتصف عقد 1990.

## المخزون المعروف
الطائرات التي تملكها أو تشغلها القوة 14 منذ تشكيلها:
- ميكويان-غوريفيتش ميغ-23
- ميكويان-غوريفيتش ميغ-21
- دوغلاس دي سي-8
- فوكر إف27 فريند شيب
- بوينغ سي إتش-47 شينوك
- بيل 206
- إرماتشي إس إف 260